# Cyrax
Cyrax es un personaje en la serie de juegos de lucha Mortal Kombat. Haciendo su debut en Mortal Kombat 3 en 1995, es miembro del clan de asesinos Lin Kuei que se transformó en Cyborgs. Junto con sus homólogos Sektor y Smoke, Cyrax fue asignado para cazar al antiguo miembro del clan Sub-Zero, pero a diferencia de Sektor, él y Smoke pudieron redescubrir su lado humano, con Cyrax en particular uniéndose a Sonya Blade y a Jax Briggs como miembro de la Agencia de Investigación del Mundo Exterior después de restaurar su alma. Su historia de fondo antes de su transformación se expande en el reinicio de Mortal Kombat 9.
Cyrax también ha aparecido en otros medios alternativos de Mortal Kombat, como la serie animada de 1996 Mortal Kombat: Defenders of the Realm y la serie web de 2011 Mortal Kombat: Legacy. El personaje ha recibido una recepción principalmente positiva, particularmente por sus movimientos de finalización de Fatality y su jugabilidad.

## Biografía ficticia

### Línea de tiempo original
Haciendo su aparición en el Mortal Kombat 3, Cyrax era el segundo de los tres ninja cibernéticos. La unidad, designada como LK-4D4, fue asignada para encontrar al renegado Sub-Zero para el clan del Lin Kuei, pero es derrotado por él y se pierde en un desierto, desprogramado de sus funciones. 
Recuperado por el Lin Kuei, Cyrax es reparado, pero se lo notaba distinto de comportamiento. Por eso se asignó a Sektor para supervisarlo y asegurar de que cumpla sus funciones.
Tras la fallida invasion del dios caído Shinnok, Cyrax es rescatado por las Fuerzas Especiales, por medio de Sonya Blade y Jax Briggs, quienes le hacen recobrar su alma a pesar de no poder modificar sus partes robóticas. En retribución, Cyrax se une a la Agencia de Investigación de Reinos Externos.
Como misión, Cyrax es enviado al Outworld para localizar y rescatar a Kenshi Takahashi, un aliado de la Agencia con el que se perdió contacto hace tiempo. Al llegar al reino, es atacado por sorpresa por Reptile, quien durante la embestida, daña el dispositivo de viaje entre reinos que Cyrax poseía en su brazo.
Varado en ese reino, Cyrax es abordado por la vampiresa Nitara, quien le ofreció un trato: recuperar un artefacto en una cámara ardiente a cambio de regresarlo a la Tierra. Sin otra opción a elegir, Cyrax acepta.
Al llegar a la cámara, Cyrax logra recuperar el artefacto, una orbe de cristal, gracias a la resistencia de su armadura. Cumpliendo su promesa, Nitara logra regresar a Cyrax a la Tierra.
Luego, Cyrax toma parte en la batalla final del Armageddon en la pirámide de Argus, en donde muere en combate.

### Segunda línea
Tras el reinicio provocado por Raiden, se revela la apariencia humana de Cyrax, y que participó del primer torneo Mortal Kombat junto a Sektor y Sub-Zero (Bi Han), encarando a Scorpion por el asesinato del guerrero de hielo. Tras las visiones del proceso de robotización del Lin Kuei, Raiden disuade a Cyrax para dejar el Lin Kuei, éste se encuentra dudando pero es reprendido por Sektor, luchando entre ellos con Cyrax venciendo y dejando el clan.
Sin embargo, Cyrax aparece más tarde automatizado, dando a entender que fue capturado y modificado a la fuerza, cumpliendo incuestionablemente el mandato de los Lin Kuei.
Tras la invasión de Shao Kahn, Sektor asesina al Gran Maestro Lin Kuei (su padre) tomando su lugar. Cyrax seguía siendo un sirviente de Sektor. Cuando Sub-Zero infectó al Lin Kuei con un virus de computadora conseguido por Kung Jin, Cyrax se libera de los protocolos de esclavitud que dictaba su programación después de la automatización. En una batalla culminante entre Sub-Zero y guerreros Cíber Lin Kuei, Cyrax se volvió contra Sektor, disparándole con su red de energía. Sektor esquivó el movimiento y entró en un punto muerto con Sub-Zero. Cyrax notó que la programación de los androides Lin Kuei estaban ligados al Gran maestro, que era Sektor. Después de esta revelación, Sub-Zero mató a Sektor. El Lin Kuei buscó confusamente a un nuevo maestro dando con Cyrax, ya que fue uno de los ciberninjas originales del Lin Kuei, pero Cyrax informa a Sub-Zero que no puede cumplir con ese deber en el clan con su honor roto, y comienza su secuencia de autodestrucción. La explosión resultante de Cyrax se cobró la vida de él y los Cíber Lin Kuei, y dejó a Sub-Zero para reformar el clan con nuevos reclutas de carne y hueso.

### Crisis temporal
Cuando Kronika trae al presente a guerreros del pasado, también trae a Sektor y Cyrax. Cyrax es nuevamente un sirviente de Sektor involuntariamente. Kronika les da la orden de crear un ejército de cíber ninjas para ella, y así lo hacen, pero su base es infiltrada por la alianza de los Grandes Maestros del Lin Kuei y del Shirai Ryu: Sub-Zero y Hanzo Hasashi (Scorpion) respectivamente, quienes se enfrentan a Sektor y Cyrax y los derrotan. Sub-Zero elimina la programación de Cyrax, dándole libertad nuevamente sin estar al servicio de Sektor. Sub-Zero y Scorpion le piden a Cyrax que desactive a los cíber ninjas, pero para hacerlo debe sacrificarse él también, Cyrax destruye los servidores, matándose también a sí mismo, con la promesa de Sub-Zero de que encontrará la forma de traerlo de vuelta.

## Apariciones en los juegos

### Mortal Kombat 3/Ultimate Mortal Kombat 3/Mortal Kombat Trilogy
Interpretado por Sal Divita.

#### Biografía
Cyrax es la unidad LK-4D4 el segundo de tres prototipos de ninjas cibernéticos construidos por el clan Lin Kuei. Como sus colegas, su último comando programado es el de encontrar y terminar con el astuto ninja Sub-Zero. Sin un alma que tomar, Cyrax pasa sin ser detectado por Shao Kahn y permanece como una posible amenaza contra la ocupación en La Tierra.

#### Movimientos especiales
- Red: Abriendo sus mecanismos, lanza una pequeña esfera verde la cual se convertirá en una telaraña verde, al contactarse con el oponente lo atrapa y lo deja a su merced.
- Bomba lejana: Abriendo sus mecanismos, lanza a gran distancia una pequeña bomba amarilla, la cual al pasar un tiempo explota y hace volar al oponente dejándolo caer en el suelo.
- Bomba cercana: Abriendo sus mecanismos, lanza a corta distancia una pequeña bomba amarilla la cual al explotar deja al oponente a su merced.
- Derribe aéreo: Mediante un impulso y en cuanto el oponente permanece en el aire, lo captura, lanzándolo.
- Teletransportación: Movimiento en el cual se desarma en varias partes, se volverá a armar en el otro extremo de la pantalla en su posición de victoria.

#### Fatalities
- Secuencia de Autodestrucción: A poca distancia del oponente abre un teclado en su brazo e insertando un código activa su Sistema de Autodestrucción, comenzará a convulsionar y en una fuerte explosión acaba con su oponente y consigo mismo dejando solo sangre y huesos de ambos.
- Helicóptero: Empieza a hacer girar la cabellera que posee, la velocidad de ello provocara que comienza a volar, se alzara por arriba de la pantalla, volverá sobre el oponente y como si fuera una sierra empezará a cortarlo en pedazos, poco a poco haciéndolo derramar sangre, dejará solo restos y por último se ensambla en medio de la pantalla.
- Friendship: Su cuerpo parecerá desarmarse y unos hilos se extenderán por todo él, empezara a bailar simulando lo que puede considerarse un títere.
- Babality: Un bebé que lleva puesto toda indumentaria del personaje, todo el armazón pero con un pequeño pigmento anaranjado, es igual en todos los demás aspectos.
- Animality: Transformación en un tiburón de azules fosforescentes, se sumergerá por debajo de la pantalla, solo viéndose su aleta empezará a navegar, rondando cerca al oponente, llega un momento en el cual se alza, abre su boca y devora el cuerpo entero del oponente.
- Brutality: Utilizado desde Ultimate Mortal Kombat 3. Combo de once golpes por el cual explota el cuerpo de su oponente en restos y charcos de sangre.

#### Final
Cyrax es capturado por Sub-Zero y reprogramado con nuevas órdenes: Destruir a Shao Kahn. Con Shao Kahn sin la posibilidad de detectar la presencia de su asesino sin alma. Cyrax tiene éxito en el ataque. Sin embargo, después de eliminar a Kahn y salvar a la Tierra, Cyrax espera nuevas órdenes del cuartel general de Lin Kuei. Las órdenes nunca llegan y Cyrax empieza a tener fallas y no funciona bien. Él termina encallado en la mitad de un desierto enorme, mirando en la dirección en donde se encuentra su base (generando su cameo en el escenario Jade's desert)

### Mortal Kombat Gold

#### Biografía
Cyrax finalmente es rescatado de su prisión desértica por el clan Lin Kuei. El daño físico es reparado fácilmente, pero Cyrax parece muy distinto de aquel tiempo en que su misión era asesinar a Sub-Zero. Solo el tiempo dirá si supera esa traumática experiencia.

#### Movimientos especiales
- Red: Abriendo sus mecanismos, lanza una pequeña esfera verde la cual se convertirá en una telaraña verde, al contactarse con el oponente lo atrapa y lo deja a su merced.
- Bomba lejana: Abriendo sus mecanismos, lanza a gran distancia una pequeña bomba amarilla, la cual al pasar un tiempo explota y hace volar al oponente dejándolo caer en el suelo.
- Bomba cerradora: Abriendo sus mecanismos, lanza a corta distancia una pequeña bomba amarilla la cual al implotar deja al oponente a su merced.
- Derribe aéreo: Mediante un impulso y en cuanto el oponente permanece en el aire, lo captura, lanzándolo.
- Teletransportación: Movimiento en el cual se desarma en varias partes, se volverá a armar en el otro extremo de la pantalla en su posición de victoria.

#### Fatalities
- Autodestrucción: Al igual que en Mortal Kombat 3, Cyrax activa su programa de autodestrucción, se convulsiona y explota junto con su oponente.

- Armageddon: Cyrax libera varias bombas de su interior. Luego la imagen nos muestra a la Tierra explotando.

#### Arma
- Sable de Luz
- Marro

#### Final
La imagen de un hombre de piel oscura y con vestimenta ninja, retumba en la mente de Cyrax como una pequeña vista a su vida anterior. Se encontraba en la agencia de Fuerzas Especiales; allí Jax Briggs y Sonya Blade lo acogieron. La Agencia de Investigación de Otros Reinos, que disponían de la tecnología suficiente, logró reparar a Cyrax, deseando hacerlo lo más humano posible. Una vez terminada la operación, Cyrax se pone de pie, y volteando su cabeza de lado a lado, se mira a sí mismo. Vio su cuerpo mejor armado, pero noto que poseía su lado humano.

### Mortal Kombat: Deadly Alliance

#### Biografía
En agradecimiento a la Agencia de Investigación de Otros Reinos por haber recuperado su humanidad, Cyrax se hace agente de la misma, y su primer misión es la de encontrar al espadachín Kenshi, quien viajó al Mundo Exterior y perdió contacto con la agencia. Luego de viajar, Cyrax es emboscado por Reptile, quien lo ataca sin un motivo aparente. Durante el combate, Reptile daña el mecanismo de Cyrax para viajar por los reinos, dejándolo atrapado en el Mundo Exterior. Cyrax derrota a Reptile y va en busca de Kenshi y de un modo de volver a la Tierra.
Una vampiresa llamada Nitara se ofrece a regresarlo a la Tierra si consigue un misteriosa orbe sumergida en la lava de un volcán. Desconfiando de la vampiresa, pero sin otra opción Cyrax acepta.

#### Movimientos especiales
- Liberar bomba: Abriendo sus mecanismos, lanza una pequeña bomba amarilla, la cual al pasar un tiempo explota y hace volar al oponente dejándolo caer en el suelo. Dependiendo del boton usado, variara la distancia del lanzamiento
- Teletransportación: Movimiento en el cual se desarma en varias partes, se volverá a armar en el otro extremo de la pantalla en su posición de victoria.
- Patadas funky: Cyrax gira extendiendo una de sus piernas pateando repetidas veces al rival
- Golpe de sierra: Cyrax abre sus mecanimos liberando una sierra que cortará al rival

#### Estilos de lucha
- Ninjitsu
- Sambo

#### Arma
- Pulse Blade

#### Fatalaties
- Trituradora interna: Con una pinza gigante, Cyrax captura a su oponente, lo azota contra el piso y lo atrae a su interior, en donde es triturado. El cyborg abre su compuerta y de ahí solo saldrán pedazos triturados y sangre.

#### Final
Nitara sabía que el traje de Cyrax soportaría el calor de la lava, por eso manipuló a Reptile para que ataque al cyborg, y ofreciéndole el regreso a casa, lo convenció de que recuperara el orbe en donde estaba Vaeternus, su Reino. Cyrax se sumergió en la lava y encontró el orbe en un pedestal. Casi ciego y con sus sensores quemados, emergió de la lava y le entregó la Orbe a Nitara. La vampiresa cumplió su trato, tomó su collar, pronunció un conjuro y abrió un portal para que Cyrax regrese. El cyborg, antes de entrar, saludó con una reverencia a la vampiresa.

### Mortal Kombat: Armageddon

#### Movimientos especiales
- Liberar bomba: Abriendo sus mecanismos, lanza una pequeña bomba amarilla, la cual al pasar un tiempo explota y hace volar al oponente dejándolo caer en el suelo. Dependiendo del boton usado, variara la distancia del lanzamiento
- Teletransportación: Movimiento en el cual se desarma en varias partes, se volverá a armar en el otro extremo de la pantalla en su posición de victoria.
- Patadas funky: Cyrax gira extendiendo una de sus piernas pateando repetidas veces al rival
- Golpe de sierra: Cyrax abre sus mecanimos liberando una sierra que cortará al rival

#### Estilo de lucha
- Ninjitsu

#### Arma
- Pulse Blade

#### Final
Tras la derrota de Blaze, el poder elemental surgió a traves de Cyrax eliminando sus partes ciberneticas, conviritendolo en Humano de nuevo. Formó una alianza con Sub-Zero para enfrentar a los cyborg Sektor y Smoke.
En una épica batalla de Hombre vs. Máquina, Cyrax y Sub-Zero derrotaron a sus antiguos camaradas. Los cyborgs fueron reprogramados para servir a Lin Kuei de nuevo, hasta que puedan convertirse en humanos

### Mortal Kombat (videojuego de 2011)

#### Biografia
Cyrax es un hábil guerrero de Botswana, que aprovecha su capacidad natural para el kombate, su Chi, para realizar misiones por orden de los Lin Kuei. Aunque les sirve con orgullo, cuando el Gran Maestro inicia un programa para convertir a los miembros del clan en cyborgs, Cyrax se opone. Debido a perder su humanidad, pues cree que esta es más eficaz que cualquier mejora mecánica. Cyrax ha sopesado la opción de abandonar el clan, pues teme que ya no sea una organización de honorables asesinos. No obstante, sabe que tomar esa decisión implicaría morir a manos de sus antiguos camaradas. Nadie abandona a los Lin Kuei.

#### Movimientos especiales
- Red: Abriendo sus mecanismos, lanza una pequeña esfera verde la cual se convertirá en una telaraña verde, al contactarse con el oponente lo atrapa y lo deja a su merced.
- Liberar bomba: Abriendo sus mecanismos, lanza una pequeña bomba amarilla, la cual al pasar un tiempo explota y hace volar al oponente dejándolo caer en el suelo. Dependiendo del boton usado, variara la distancia del lanzamiento
- Derribe aéreo: Mediante un impulso y en cuanto el oponente permanece en el aire, lo captura, lanzándolo.
- Teletransportación: Movimiento en el cual se desarma en varias partes, se volverá a armar en el otro extremo de la pantalla en su posición de victoria.
- Patada en reversa: Cyrax se acerca al rival y lo patea con su talón para mandarlo hacia atras. Luego de este movimiento puede combinarse con un lanzamiento
- Golpe de sierra: Cyrax golpea a su oponente con su brazo convertido en una sierra

#### X-Ray
- Cyberdriver: Cyrax manda a volar a su rival de un golpe de energía y en el aire patea su espalda, quebrando vértebras, luego lo captura y lo estrella de cabeza hacia el suelo.

#### Fatality
- Buzz Kill: Cyrax convierte su brazo en una sierra y realiza varios cortes en su rival, para luego patearlo, descuartizándolo.
- Nothing but net: Cyrax carga una red más poderosa y la tira hacia su rival, atravesándolo y cortándolo en pedazos

#### Babality
Cyrax bebé juega con una de sus bombas, hasta que esta explota, asustándolo y haciendolo llorar (si es su forma cyber, llorará aceite)

### Mortal Kombat X
En esta entrega, Cyrax es jugable como una variante del personaje DLC, Triborg.
Conserva todos sus movimientos especiales clásicos.
- Red: Abriendo sus mecanismos, lanza una pequeña esfera verde la cual se convertirá en una telaraña verde, al contactarse con el oponente lo atrapa y lo deja a su merced.
- Liberar bomba: Abriendo sus mecanismos, lanza una pequeña bomba amarilla, la cual al pasar un tiempo explota y hace volar al oponente dejándolo caer en el suelo. Dependiendo del boton usado, variara la distancia del lanzamiento
- Derribe aéreo: Mediante un impulso y en cuanto el oponente permanece en el aire, lo captura, lanzándolo.
- Teletransportación: Movimiento en el cual se desarma en varias partes, se volverá a armar en el otro extremo de la pantalla en su posición de victoria.
- Golpe de sierra: Cyrax abre sus mecanimos liberando una sierra que cortará al rival
- Liberar Drone-bomba: Abriendo sus mecanismos, lanza una pequeña bomba amarilla en un drone, la cual vuela hacia cerca del oponente, la cual al pasar un tiempo explota y lo hace volar. Dependiendo del boton usado, variara la distancia del lanzamiento

## Apariciones de Cyrax
- Mortal Kombat 3
- Ultimate Mortal Kombat 3
- Mortal Kombat Trilogy
- Mortal Kombat Gold
- Mortal Kombat Advance
- Mortal Kombat Deadly Alliance
- Mortal Kombat Tournament Edition
- Mortal Kombat Armageddon
- Ultimate Mortal Kombat
- Mortal Kombat 9
- Mortal Kombat X
- Mortal Kombat 11 (personaje no jugable)
- Mortal Kombat 1